# Phymeurus pardalis
Phymeurus pardalis är en insektsart som beskrevs av Giglio-tos 1907. Phymeurus pardalis ingår i släktet Phymeurus och familjen gräshoppor. Inga underarter finns listade i Catalogue of Life.